# パウル・ハインライン
パウル・ハインライン（Paul Hainlein 1626年4月11日 - 1686年8月6日）は、ドイツの作曲家、トランペット製作者。
ハインラインはニュルンベルクに生まれた。一家はニュルンベルクの有名な楽器製作家であった。12歳になったハインラインは自らStudiosus musicusと名乗り、葬送曲を1曲書いた。1646年、父のゼバスティアン・ハインライン2世の薦めに従い、ハインラインはリンツとミュンヘンへと留学する。続く1647年と1648年に北イタリアを巡った彼は、複数の旅行記をしたためて現地の音楽事情を書き残しているが、中でも特にジョヴァンニ・ロヴェッタの名前が挙げられている。帰郷したハインラインはニュルンベルク市の音楽評議員の職を得るとともに、トランペット製作者として父の傍らで働いた。1651年までには賞を獲得している。彼の工房で製作された楽器は、現在バート・ゼッキンゲン、ニュルンベルク、ベルリン、コペンハーゲン、ブリュッセルのコレクションで目にすることができる。
1651年に提出された婚姻届の職業欄に音楽家、オルガニストと記載されていることから、ハインラインが音楽家を主業としていたことは間違いない。1655年には聖エジディーン教会（ドイツ語版）、1658年には重要な聖ゼーバルト教会（ドイツ語版）のオルガニストに任用されている。
ハインラインはニュルンベルクに没している。

## 主要作品
ハインラインの器楽曲の大半は散逸しているが、ニュルンベルクの歌曲コレクションにはいくつかの声楽曲が遺されている。
- Mehrere Geistliche Konzerte
- 歌唱と通奏低音のための『Besondere Melodeyen über die zwölff Monaten』
- Sonata a 5 Battalia
- レオポルト1世のニュルンベルク訪問のための祝典音楽